# Тюваева, Анжела Евгеньевна
Анже́ла Евге́ньевна Тюва́ева (род. 20 сентября 1985, Москва) — российская кёрлингистка, мастер спорта международного класса, участница зимних Олимпийских игр 2002, 5-кратная чемпионка России.

## Биография
В детстве Анжела Тюваева занималась баскетболом, но в 14-летнем возрасте перешла в кёрлинг в ЭШВСМ «Москвич» (тренер — Ольга Андрианова). В составе различных команд клуба «Москвич» 5 раз становилась чемпионкой России (2001—2003, 2005, 2007).
С 2001 по 2007 годы выступала за молодёжную сборную России, а в декабре 2001 дебютировала в национальной сборной страны, за которую играла на протяжении трёх сезонов — с 2001 по 2003. За это время она приняла участие в зимней Олимпиаде 2002, чемпионате мира 2002, двух чемпионатах Европы (2001 и 2003), а также пяти молодёжных чемпионатах мира (2001, 2002, 2005, 2006, 2007). В 2006 году стала чемпионкой мира среди молодёжных команд. Кроме этого, дважды (в 2005 и 2006) участвовала в чемпионатах Европы среди смешанных команд и в 2006 стала бронзовым призёром турнира.
В 2007 году Анжела Тюваева завершила карьеру в кёрлинге и вернулась в баскетбол. На протяжении ряда лет выступала в чемпионате Москвы, а также в соревнованиях по стритболу.

## Достижения
- Чемпионат России по кёрлингу среди женщин: золото (2001, 2002, 2003, 2005, 2007).
- Чемпионат Европы по кёрлингу среди смешанных команд: бронза (2006).
- Чемпионат мира по кёрлингу среди юниоров: золото (2006).
- Первенство Европы по кёрлингу среди юниоров: золото (2005).

## Команды
| Сезон                                          | Четвёртый          | Третий            | Второй            | Первый             | Запасной                       | Тренер                            | Турниры                               |
| ---------------------------------------------- | ------------------ | ----------------- | ----------------- | ------------------ | ------------------------------ | --------------------------------- | ------------------------------------- |
| 2000—01                                        | Нина Головченко    | Нкеирука Езех     | Анастасия Скултан | Анжела Тюваева     | Людмила Прививкова             | Ольга Андрианова                  | ЧМЮ 2001 (6 место)                    |
| 2000—01                                        | Ольга Жаркова      | Нкеирука Езех     | Анастасия Скултан | Анжела Тюваева     |                                |                                   | ЧРЖ 2001                              |
| 2001—02                                        | Ольга Жаркова      | Яна Некрасова     | Нкеирука Езех     | Анжела Тюваева     |                                | Ольга Андрианова                  | ЧЕ 2001 (7 место)                     |
| 2001—02                                        | Нкеирука Езех      | Анастасия Скултан | Анжела Тюваева    | Анна Рубцова       | Людмила Прививкова             | Ольга Андрианова, Анна Андрианова | ЧМЮ 2002 (8 место)                    |
| 2001—02                                        | Ольга Жаркова      | Нкеирука Езех     | Анастасия Скултан | Анжела Тюваева     |                                |                                   | ЧРЖ 2002                              |
| 2001—02                                        | Ольга Жаркова      | Нкеирука Езех     | Яна Некрасова     | Анастасия Скултан  | Анжела Тюваева                 | Ольга Андрианова                  | ЗОИ 2002 (10 место) ЧМ 2002 (7 место) |
| 2002—03                                        | Ольга Жаркова      | Нкеирука Езех     | Яна Некрасова     | Людмила Прививкова | Анжела Тюваева                 | Ольга Андрианова                  | ЧЕ 2003 (8 место)                     |
| 2002—03                                        | Нкеирука Езех      | Анастасия Скултан | Анжела Тюваева    | Людмила Прививкова | Екатерина Галкина              |                                   | ЧМЮ-Б 2003                            |
| 2002—03                                        | Ольга Жаркова      | Нкеирука Езех     | Анастасия Скултан | Анна Андрианова    | Анжела Тюваева                 |                                   | ЧРЖ 2003                              |
| 2004—05                                        | Людмила Прививкова | Екатерина Галкина | Маргарита Фомина  | Анжела Тюваева     | Нкеирука Езех                  | Ольга Андрианова, Юрий Андрианов  | ПЕЮ 2005                              |
| 2004—05                                        | Людмила Прививкова | Нкеирука Езех     | Екатерина Галкина | Маргарита Фомина   | Анжела Тюваева                 | Ольга Андрианова                  | ЧМЮ 2005 (5 место)                    |
| 2004—05                                        | Ольга Жаркова      | Нкеирука Езех     | Анжела Тюваева    | Анна Рубцова       | Татьяна Плыкина                |                                   | ЧРЖ 2005                              |
| 2005—06                                        | Людмила Прививкова | Екатерина Галкина | Маргарита Фомина  | Анжела Тюваева     | Дарья Козлова                  | Ольга Андрианова                  | ЧМЮ 2006                              |
| 2006—07                                        | Людмила Прививкова | Екатерина Галкина | Маргарита Фомина  | Анжела Тюваева     | Дарья Козлова                  | Ольга Андрианова                  | ЧМЮ 2007 (7 место)                    |
| 2006—07                                        | Ольга Жаркова      | Нкеирука Езех     | Анжела Тюваева    | Ольга Зябликова    | Галина Арсенькина              |                                   | ЧРЖ 2007                              |
| Кёрлинг среди смешанных команд (mixed curling) |                    |                   |                   |                    |                                |                                   |                                       |
| 2005—06                                        | Александр Кириков  | Маргарита Фомина  | Дмитрий Абанин    | Анжела Тюваева     | Алексей Камнев, Илона Гришина  |                                   | ЧЕСК 2005 (6 место)                   |
| 2006—07                                        | Александр Кириков  | Дарья Козлова     | Дмитрий Абанин    | Юлия Светова       | Андрей Дроздов, Анжела Тюваева |                                   | ЧЕСК 2006                             |

(скипы выделены полужирным шрифтом)